# ミューイ天文台

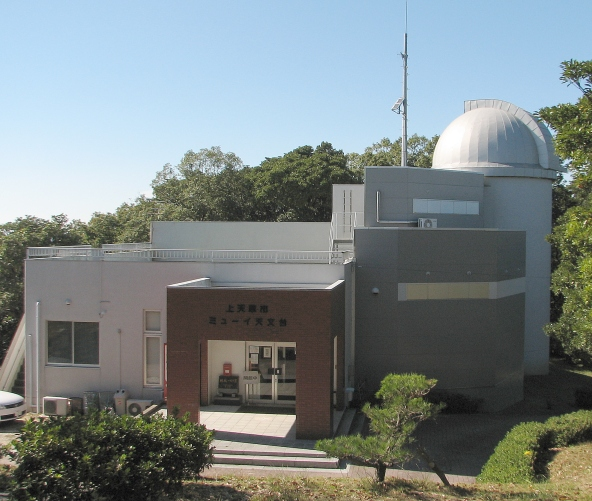
ミューイ天文台

ミューイ天文台（ミューイてんもんだい）は熊本県上天草市（旧天草郡龍ヶ岳町）の龍ヶ岳山頂にある公開天文台。1990年7月に開館。館内には天体観測室・プラネタリウム・映像ホールがある。名称は「見よう」を意味する天草の方言からつけられている。
所在地の龍ヶ岳（標高470m）は八代海への景観にすぐれる国指定の名勝であり、天文台周辺は龍ヶ岳山頂自然公園として整備されている。公園内のキャンプ場にはロッジ・バンガローがあり、泊まりがけで星空観望に訪れる家族連れなどにも利用されている。

## 施設・機器
- カセグレン式反射望遠鏡（口径50cm）
- 貸出用小型望遠鏡
- プラネタリウム
- 映像ホール

## 利用案内
- 開館時間 - 13:00-21:30
- 天体観測時間 - 18:00-21:30
- 休館日 - 月曜日

## 所在地
- 〒866-0201 熊本県上天草市龍ヶ岳町大道3360-47

## 周辺施設
- 龍ケ岳山頂自然公園キャンプ場